# قرابه

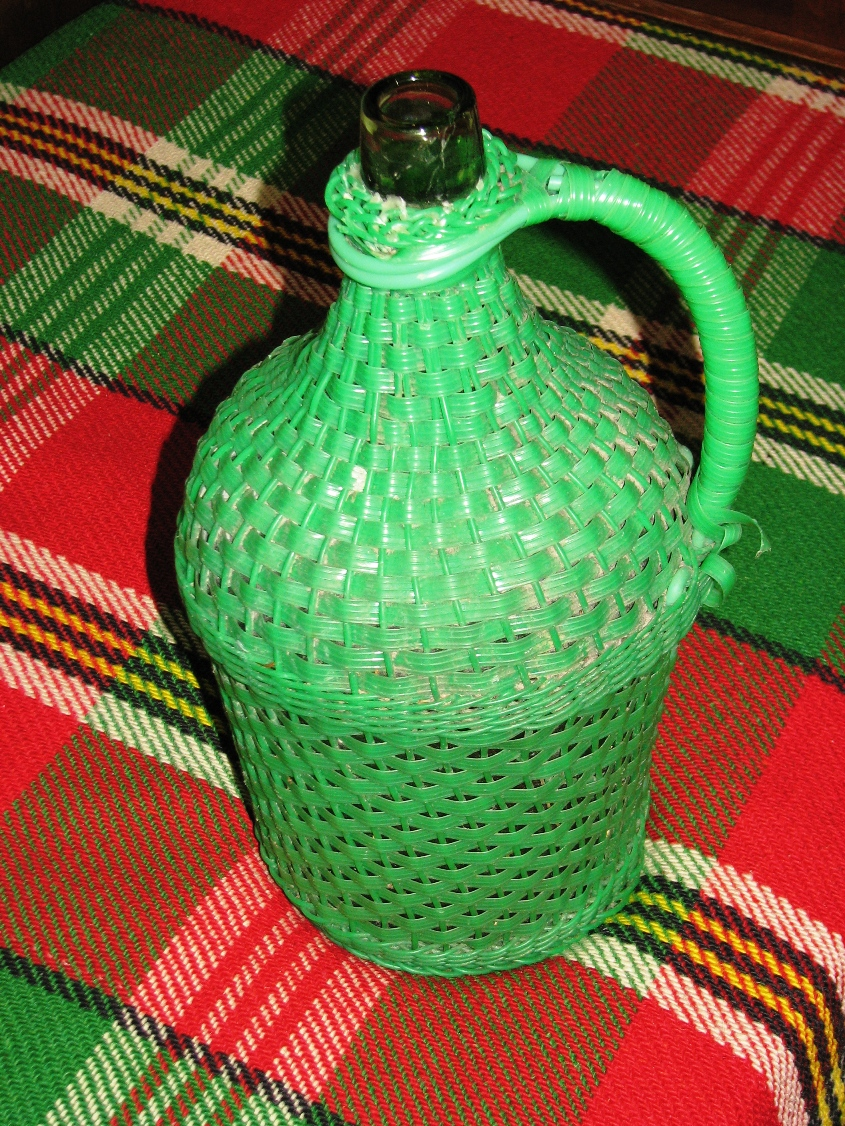
یک قرابه بلغاری

قَرابه یک ظرف سخت با ظرفیت معمولی ۲۰ تا ۶۰ لیتر است. قرابه در درجه اول برای حمل مایعات (اغلب آب یا مواد شیمیایی) استفاده می‌شود.
قرابه‌ها داخل منزل برای تخمیر نوشابه، آبجو یا شراب نیز استفاده می‌شوند. واژه قرابه شکل فارسی امروزی از کَراوه فارسی میانه است. عربی نیز کراوه فارسی میانه را به شکل قَرّابه وام گرفته‌است.

## تخمیر مواد
قرابه یک ظرف شیشه‌ای یا پلاستیکی مورد استفاده در تخمیر نوشابه، شراب، سیب طبیعی و آبجو است. معمولاً به آن یک درپوش لاستیکی و یک قفل برای جلوگیری از ورود باکتری و اکسیژن در طول فرایند تخمیر نصب شده‌است.
در طی فرایند تخمیر، از یک قرابه اولیه استفاده می‌شود. هنگامی که تخمیر اولیه کامل شود، آبجو به قرابه ثانویه منتقل می‌شود.
قرابه پلی پروپیلن نیز معمولاً در آزمایشگاه جهت انتقال آب تصفیه شده به کار می‌رود. این قرابه دارای یک شیر آب در قسمت پایین برای توزیع است.
قرابه در حجم‌های مختلف اعم از ۳٫۸ تا ۲۴٫۷ لیتر وجود دارد.

## استفاده در آزمایشگاه
در آزمایشگاه‌های مدرن، قرابه معمولاً از پلاستیک ساخته شده‌است. قرابه در آزمایشگاه برای ذخیره مقادیر زیادی از مایعات مانند آب استفاده می‌شود. برای این کار، ممکن است یک شیر آب برای توزیع گنجانده شده باشد. قرابه‌ها برای جمع‌آوری و فروش زباله نیز استفاده می‌شوند.